# ANTLR
ANTLR (буквально англ. Another Tool For Language Recognition) — генератор синтаксичних аналізаторів, дозволяє автоматично створювати програму-парсер (як і лексичний аналізатор) однією з декількох цільових мов програмування (Java, C++, C#, Python, Ruby) за описом LL(*)-граматики мовою, близькою до EBNF. Дозволяє конструювати компілятори, інтерпретатори, транслятори з різних формальних мов. Також, надає зручні засоби для відновлення після помилок, і повідомлення про них. ANTLR — продовження PCCTS (Purdue Compiler Construction Tool Set), який було розроблено 1989 року.
Основоположником проекту є професор Теренс Парр з Університету Сан-Франциско. ANTLR — проект з відкритим кодом, версія 3.0 поширюється за ліцензією BSD.

## Історія
Історія ANTLR
- осінь 1989 — PCCTS
- лютий 1990 — ANTLR 1.00B, LL(1)
- лютий 1992 — ANTLR 1.00, LL(k)
- травень 1997 — ANTLR 2.0.0
- Травень 2007 — ANTLR 3.0[2]
- січень 2013 — ANTLR 4.0[3]

## Приклад
В даному прикладі показано граматику на ANTLR 4.8 для лексичного та синтаксичного аналізу арифметичних виразів з невід'ємними числами.

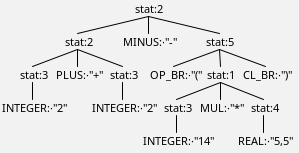
Абстрактне синтаксичне дерево побудоване з використанням ANTLR 4.8 для виразу «2 + 2 - (14 * 5,5)»

```
grammar
 
ArithmExpressionLanguage
;

// визначення правил граматики

stat
 
:
 
stat
 
(
MUL
|
DIV
)
 
stat

     
|
 
stat
 
(
PLUS
|
MINUS
)
 
stat

     
|
 
INTEGER

     
|
 
REAL

     
|
 
OP_BR
 
stat
 
CL_BR
;

// визначення токенів

OP_BR
:
 
'('
;

CL_BR
:
 
')'
;

PLUS
:
 
'+'
;

MINUS
:
 
'-'
;

MUL
:
 
'*'
;

DIV
:
 
'/'
;

INTEGER
:
 
(
'0'
 
..
 
'9'
)+
;
                 
// невід'ємні цілі числа

REAL
:
 
(
'0'
 
..
 
'9'
)+
 
','
 
(
'0'
 
..
 
'9'
)+
;
  
// невід'ємні дійсні числа

// невраховування пробілу та горизонтальної табуляції у виразі під час лексичного аналізу

WHITESPACE
:
 
[
 \t
]
 
->
 
skip
;

```

## Використання
Деякі проєкти, що використовують ANTLR :
- IntelliJ IDEA
- Xcode
- Oracle WebLogic Server
- Hibernate Query language
- Drools/JBoss Rules
- iWeb (частина iLife)
- мова Groovy